# 紀元前19世紀
紀元前19世紀（きげんぜんじゅうきゅうせいき）は、西暦による紀元前1900年から紀元前1801年までの100年間を指す世紀。

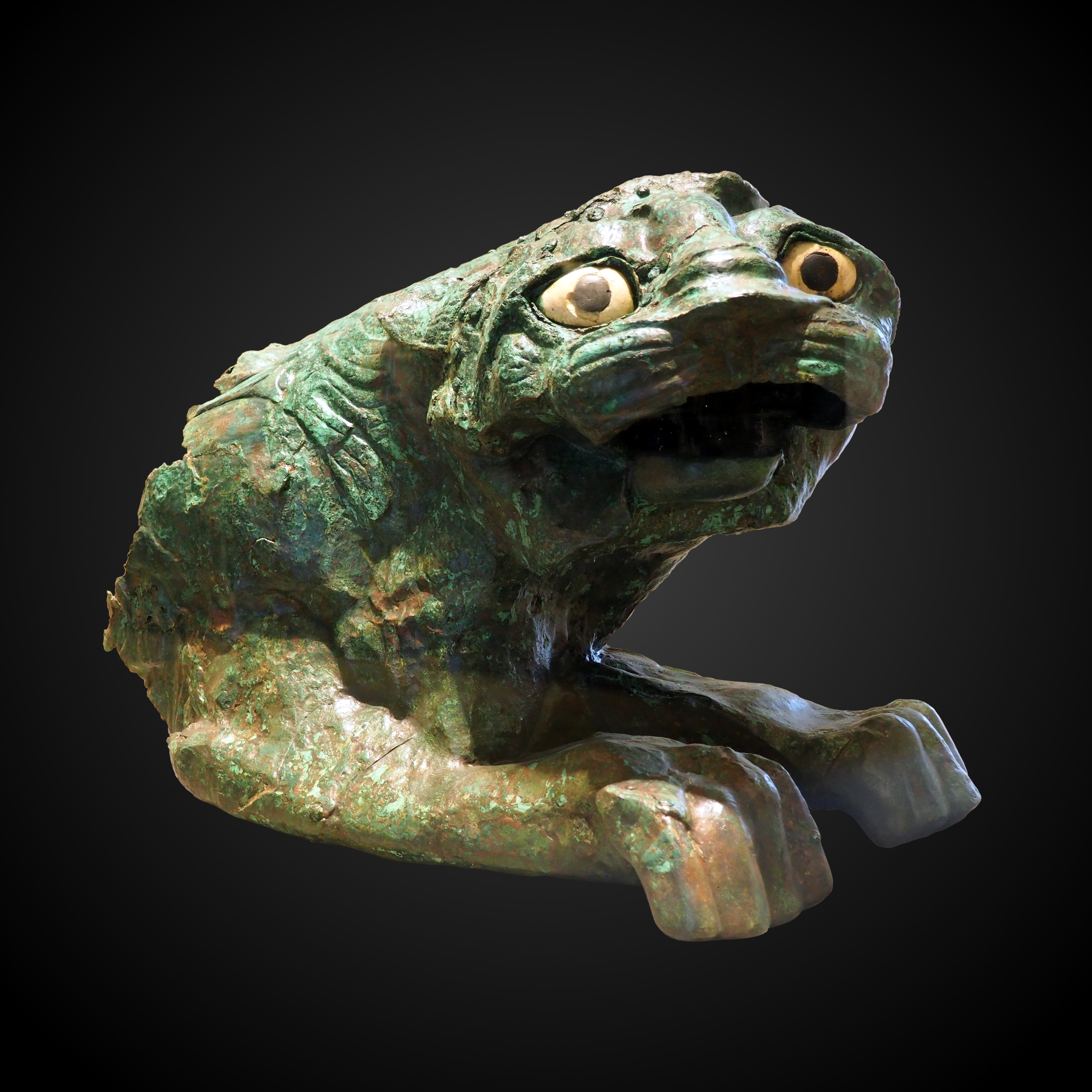
「マリのライオン像」。メソポタミア各地が争うイシン・ラルサ時代にあってマリは安定した国家を営んでいた。このライオン像は紀元前2千年紀初期に作られたもので、現在はパリのルーヴル美術館に所蔵されている。

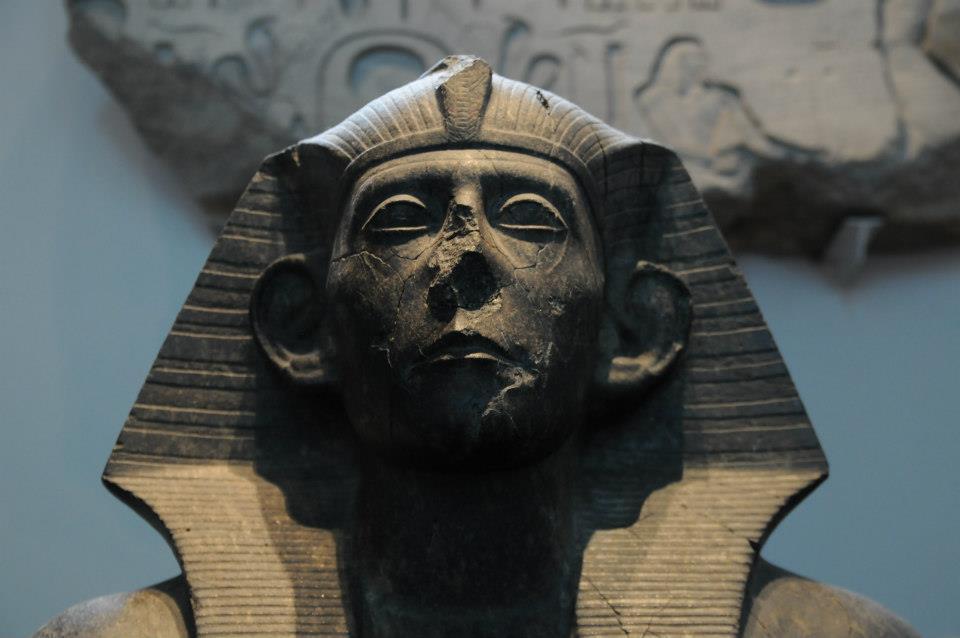
センウセルト3世。後の歴史家マネトによると2メートルを超す長身の王で、手足も人並み以上の巨躯であったと記されている。強力な指導力を発揮しエジプト第12王朝の繁栄をもたらした。画像は大英博物館所蔵のセンウセルト3世の肖像彫刻。

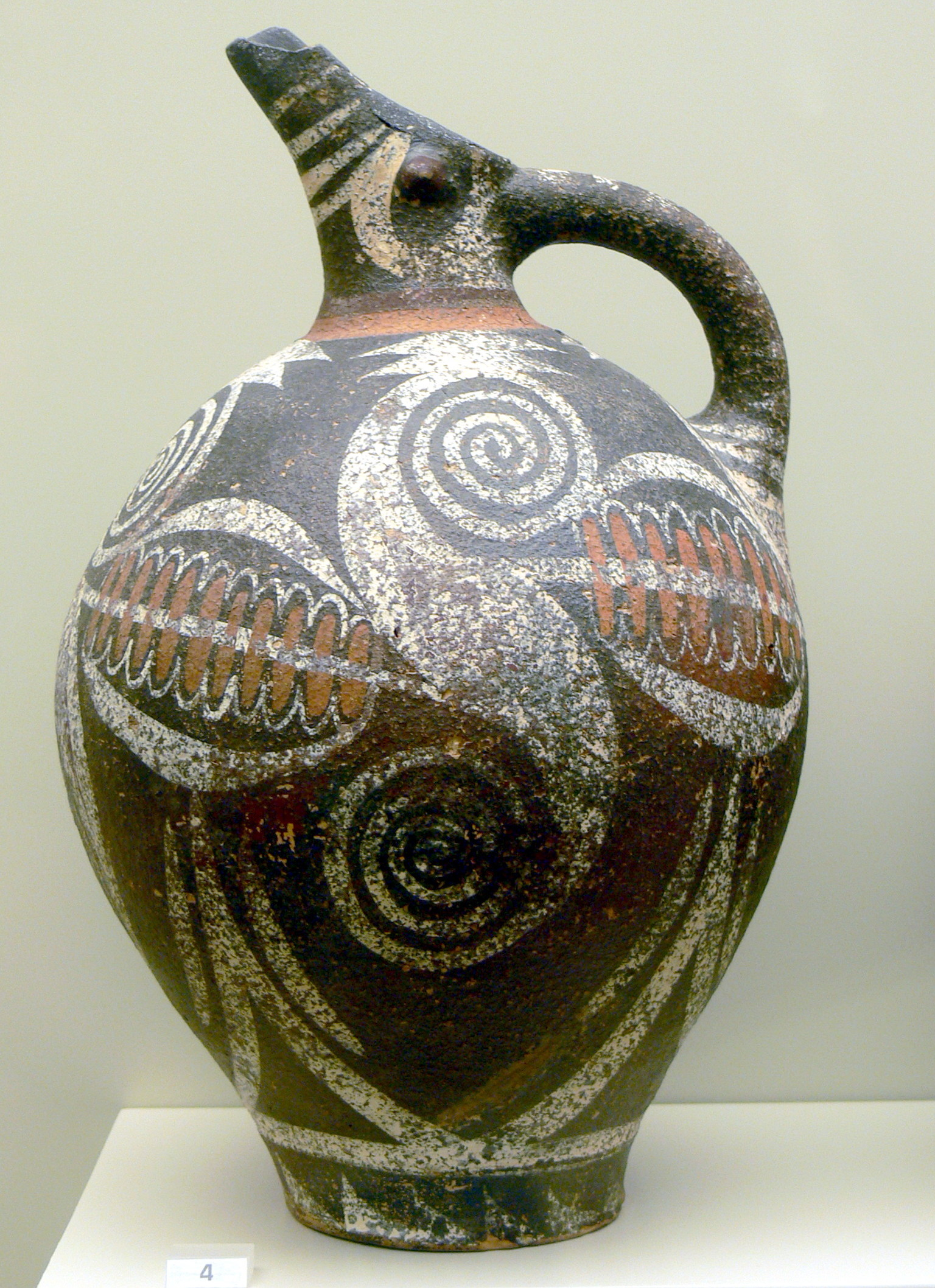
ミノア文明のカマレス土器。黒地に白・赤・黄色を大胆に用い抽象的な意匠を凝らした土器で、轆轤が使われているため大量生産されたものであり、宮殿と関係した工房の存在が想定されている。

## 出来事

### 紀元前1900年代
- 紀元前1900-1800年頃
  - アナトリアのカニシュ（ネサ（現キュルテペ））にアッシリア系商人のカールム（商業地域）が設置される。
    - アッシリア語で書かれた経済文書（「カッパドキア文書・キュルテペ文書」）が多数出土し、銅の交易が盛んであった。

  - ミノア文明は古宮殿時代（MMIB期）で轆轤を用いたカマレス土器が出現する。
- 紀元前1900年頃
  - アナトリアにインド・ヨーロッパ語族のヒッタイト人が定着する。
    - 先住民の非インド・ヨーロッパ語族のハッティ人と交流を持ったか。

  - インダス文明統合期（ハラッパー文化IIIC期）が終わる。
    - インダス文明の諸都市が放棄され、ポスト・ハラッパー文化期に移行する。

  - 古代エジプトの悲嘆文学を代表する『生活に疲れた者の魂との対話』が書かれる。

### 紀元前1890年代
- 紀元前1897年頃
  - エジプト王センウセレト2世が即位。ファイユームにラフーンのピラミッドが建てられる。

### 紀元前1870年代
- 紀元前1876年 - 夏王朝によって最古の日食が記録される[1]。
- 紀元前1878年頃 - エジプトでセンウセルト3世が即位（ - 紀元前1841年頃）。
  - センウセルト3世は行政改革を推進し、州侯の権力を削減して中央集権体制を構築、王朝に繁栄をもたらす。
  - エジプト王として地中海東岸地方への最古の軍事作戦を行い、セベクク碑文（英語版）にシェケムを占領したことが記録されている。

### 紀元前1860年代
- 紀元前1862年頃 - エシュヌンナ王イピク・アダド2世の即位（ - 紀元前1818年頃）。
  - この王の時代がエシュヌンナの最盛期。このころまでに「エシュヌンナ法典」が整備される。

### 紀元前1850年代
- 紀元前1850年頃
  - シリアのマリをめぐる争奪戦。
    - マリのヤギト・リムとアッシリアのイラ・カブカブが衝突し、勝利したヤギト・リムがリム王朝を開く。

  - ギリシアのアイギナ島で出土した「アイギナの財宝（大英博物館蔵）」はこの時期のもの（ - 紀元前1550年頃）。

### 紀元前1840年代
- 紀元前1842年頃 - エジプトのアメンエムハト3世が即位（ - 紀元前1797年頃）。
  - エジプト第12王朝の最盛期でファイユーム盆地開発もこの時期に完了。
  - この王の墳墓としてファイユームにはハワーラのピラミッドが、ダハシュールには黒ピラミッド（英語版）が建てられる。
  - これらのピラミッドは古代エジプト最末期のピラミッドであり、特に前者は葬祭殿を含め「迷宮」と呼ばれる威容を誇った。
  - ベニ・ハッサンにはこの王に仕えていたクヌムホテプ2世（英語版）の墓があり、エジプト人の日常生活が描かれた壁画で有名。

### 紀元前1820年代
- 紀元前1829年 - エジプトとヌビアの戦争（ - 紀元前1818年頃）。

### 紀元前1810年代
- 紀元前1813年
  - アムル人（アモリ人）が北メソポタミアを征服。
  - 古アッシリア王国のシャムシ・アダド1世が即位。
    - 都シュバト・エンリルを築き領土を拡大、自らを「世界の王」と称し、アッシリア王名表を初めて編纂する。

### 紀元前1800年代
- 紀元前1806年 - 伝統的記年法による夏王朝の終焉。
- 紀元前1800年頃 - 最古の音素文字とされるワディ・エル・ホル文字はこの時期のものか。

## 人物
- センウセルト3世（在位紀元前1878年頃 - 紀元前1841年頃） - エジプト第12王朝の王
- ヤフドゥン・リム（在位紀元前1815年頃 - 紀元前1799年頃） - マリの王
- シャムシ・アダド1世（在位紀元前1813年 - 紀元前1781年） - 古アッシリアの王